# Ciutat heroica
Ciutat Heroica és un títol honorífic soviètic que premia l'heroisme excepcional durant la Gran Guerra Patriòtica (Segona Guerra Mundial) de 1941 a 1945. Va ser concedit a dotze ciutats de la Unió Soviètica. A més, van concedir també a la fortalesa de Brest un títol equivalent de Fortalesa Heroica. Aquesta distinció simbòlica a una ciutat correspon a la d'Heroi de la Unió Soviètica.
Segons l'estatut, la ciutat heroica inclou (com en el cas d'Heroi de la Unió Soviètica) l'Orde de Lenin, l'Estrella d'Heroi de la Unió Soviètica, i el certificat del fet històric per part del Soviet Suprem de l'URSS. La concessió implicava també que s'erigia un obelisc a la ciutat.

## Ciutats Heroiques
1. Leningrad (actualment Sant Petersburg) (títol atorgat el 1945)
2. Stalingrad (actualment Volgograd) (1945)
3. Odessa (1945)
4. Sebastòpol (1945)
5. Kíev (1961)
6. Fortalesa de Brest (Belarús) Brest (Fortalesa Heròica) (1965)
7. Moscou (1965)
8. Novorossisk (1973)
9. Kertx (1973)
10. Minsk (1974)
11. Tula (1976)
12. Múrmansk (1985)
13. Smolensk (1985)